# كيفن كينغ (تنس)
كيفن كينغ (بالإنجليزية: Kevin King)‏ مواليد 28 فبراير 1991 في بيتشتري سيتي، جورجيا، الولايات المتحدة، هو لاعب كرة مضرب أمريكي يلعب باليد اليسرى. أعلى تصنيف له في الفردي كان المركز الـ 287 في سنة 2015. أعلى تصنيف له في الزوجي كان المركز الـ 114 في سنة 2014.

## روابط خارجية
- كيفن كينغ على موقع رابطة محترفي التنس (الإنجليزية)
- كيفن كينغ على موقع الاتحاد الدولي لكرة المضرب (الإنجليزية)
- كيفن كينغ على موقع خلاصة التنس.كوم (الإنجليزية)
- كيفن كينغ على موقع إي إس بي إن.كوم (الإنجليزية)